# Petar Grašo
Petar Grašo (Split, 19. ožujka 1976.) hrvatski je pjevač i skladatelj zabavne i pop glazbe.

## Životopis
Sin je nekadašnjeg košarkaša KK Splita Zorana Graše. U braku je s Hanom Huljić s kojom ima dvoje djece.

### Početci
Glazbom se bavi od djetinjstva, a sa 16 godina napisao je pjesmu "Boginja", s kojom je Oliver Dragojević nastupio na Dori 1995. godine i osvojio 2. mjesto. Uz "Boginju", na Oliverovom albumu Vrime iz 1995. našla se još jedna Grašina pjesma, "Vrime Božje". Za Doris Dragović napisao je pjesmu "Da si tu", a istodobno počinje samostalnu karijeru. S pjesmom "Trebam nekoga" kao debitant pobjeđuje na Zadarfestu 1996. Na istom festivalu Oliver s njegovom pjesmom "Gore si ti" osvaja prvu nagradu stručnog žirija. S pjesmom "Trebam nekoga" bio je preko 12 tjedana na prvom mjestu nacionalne top–ljestvice.[nedostaje izvor]

### 1997.–1999.
Novostečenu popularnost nastavlja hitom "Idi" s Dore 1997. gdje osvaja 2. mjesto. Započinje suradnju s Tončijem i Vjekoslavom Huljić te s njihovom pjesmom "Ne boli me" pobjeđuje iste godine na Melodijama hrvatskog Jadrana. Na tom će festivalu uspješno nastupiti još nekoliko puta te 2000. godine odnijeti još jednu pobjedu s autorskom pjesmom "Sve nas manje ima tu". Njegov album prvijenac Mjesec iznad oblaka, koji je izdan krajem 1997. godine, prodan je u preko 110.000 primjeraka.
Grašina pjesma "Ljubav sve pozlati" pojavila se 1997. u dugometražnom crtanom filmu Čudnovate zgode šegrta Hlapića. Na Dori 1998. pobjeđuje Danijela Martinović s Grašinom pjesmom "Neka mi ne svane". Na Eurosongu 1998. pjesma je zauzela visoko 5. mjesto, a na izboru najbolje pjesme Eurovizije svih vremena koji je održan povodom 50. obljetnice Eurosonga pjesma "Neka mi ne svane" osvaja visoko 7. mjesto.
Potkraj 1999. godine izlazi Grašin drugi album Utorak na kojem s hit singlovima "Utorak", "Ko nam brani", "Ljubav jedne žene" te "Nevista" ponovno osvaja top ljestvice te postiže platinastu nakladu u Hrvatskoj. Istim albumom postiže veliki uspjeh u susjednim državama, naročito Sloveniji gdje album Utorak dostiže dvostruku dijamantnu nakladu (preko 40.000 prodanih primjeraka) što je u Sloveniji do danas najveća tiraža jednog hrvatskog muškog izvođača.

### 2003. i dodatni uspjesi
Grašin treći album naziva Šporke riči izdan je 2003. godine i također je dostigao zlatne naklade u Hrvatskoj, kao i Sloveniji te Srbiji. Od pjesama na albumu posebno se ističu pjesme "Jedina", "Sad te se samo rijetko sjetim" (duet s A. Dedićem) te "Vera od suvog zlata" s kojom iste godine osvaja Grand Prix na Splitskom festivalu.

### Povratak 2011.
Godine 2011. gostuje kao pjevač uz producenta Gorana Bregovića i kompozitora Tončija Huljića u world music projektu naziva Tonči Huljić & Madre Badessa band, s kojim je snimio album Ka hashish'
'.
Nakon nekoliko godina medijskog povlačenja i izbivanja sa scene trijumfalno se vraća na Splitski festival s pjesmom "Uvik isti" na kojem osvaja 1. mjesto po glasovima žirija i 2. mjesto po glasovima publike. Pjesma u kratkom roku postaje ogroman hit te osvaja top ljestvice, a iduće godine dobiva nagradu za najemitiraniju pjesmu festivala.
2015. godine Petar Grašo nastupa na Splitskom festivalu s pjesmom "Moje zlato" te odnosi pobjedu. Pjesma postaje hit te ponovno u kratkom roku zasjeda na vrhove top ljestvica gdje se zadržava nekoliko mjeseci.
Slijede hitovi  "Ne znan za se" i "Srce za vodiča" .

### Turneja 2015.
Krajem 2015. godine Petar Grašo započinje dvoransku turneju rasprodanim koncertom u splitskoj Spaladium Areni koja se nastavila koncertima u pulskoj areni, Varaždinu, Zadru te svim većim dvoranama u Hrvatskoj i regiji (Beograd, Maribor, Ljubljana, Osijek).
Najveći koncert održava u rasprodanoj zagrebačkoj areni 25. studenoga 2017. g. gdje nastupa pred 18 tisuća ljudi.

### 2017. – danas
Krajem 2017. godine Petar Grašo snima pjesmu "Ako te pitaju" koja se tjednima zadržava na vrhu top ljestvica regije te ga definitivno etablira kao jednog od najpopularnijih pop izvođača na ovim prostorima. Sredinom 2019. godine održava veliki koncert na Trgu Bana Jelačića u Zagrebu ispred 40 000 ljudi. 2022. godine održao je dva uzastopna koncerta u zagrebačkoj arenu te koncert u beogradskoj Štark areni.
2023. izdaje duet s Ninom Badrić "Nemoj".

## Diskografija

### Studijski albumi
- 1997. – Mjesec iznad oblaka
- 1999. – Utorak
- 2003. – Šporke riči
- 2011. – Ka hashish (s Tončijem Huljićem & bendom Madre Badessa)

### Kompilacije
- 2005. – Best of Petar Grašo: Uvertira 1995. – 2005.
- 2007. – The Platinum Collection
- 2014. – The Best Of Collection

### Singlovi
| Naslov                                                            | Godina | Najbolji plasman | Album                  |
| Naslov                                                            | Godina | HR               | Album                  |
| ----------------------------------------------------------------- | ------ | ---------------- | ---------------------- |
| "Trebam nekoga"                                                   | 1996.  | 1.               | Mjesec iznad oblaka    |
| "Idi"                                                             | 1997.  | 1.               | Mjesec iznad oblaka    |
| "Ne boli me"                                                      | 1997.  | 1.               | Mjesec iznad oblaka    |
| "Ljubav sve pozlati"                                              | 1997.  | 1.               | Mjesec iznad oblaka    |
| "Volim i postojim"                                                | 1997.  | 1.               | Mjesec iznad oblaka    |
| "Brod ljubavi"                                                    | 1997.  | 3.               | Mjesec iznad oblaka    |
| "Utorak"                                                          | 1998.  |                  | Utorak                 |
| "Ko nam brani"                                                    | 1998.  | 1.               | Utorak                 |
| "Ljubav jedne žene"                                               | 1999.  | 6.               | Utorak                 |
| "Lakše mi je s njom"                                              | 1999.  | 6.               | Utorak                 |
| "Nevista"                                                         | 1999.  | 8.               | Utorak                 |
| "Sve nas manje ima tu"                                            | 2000.  | 5.               | Utorak                 |
| "Ni mrvu sriće"                                                   | 2001.  | 1.               | Šporke riči            |
| Najteža rič                                                       | 2001.  | 7.               | Šporke riči            |
| "Jedina"                                                          | 2002.  | 9.               | Šporke riči            |
| "Sad te se samo rijetko sjetim"                                   | 2003.  | 2.               | Šporke riči            |
| "Vera od suvog zlata"                                             | 2003.  | 4.               | Šporke riči            |
| "Amerika" (s Tonči Huljić & Madre Badessa)                        | 2011.  |                  | Ka hashish             |
| "Anarkišta" (s Tonči Huljić & Madre Badessa i Goranom Bregovićem) | 2011.  |                  | Ka hashish             |
| "Providenca" (s Tonči Huljić & Madre Badessa)                     | 2012.  |                  | Larin izbor            |
| "Uvik isti"                                                       | 2014.  | 2.               | The Best of Collection |
| "Moje zlato"                                                      | 2015   | 1.               | Singl                  |
| "Srce za vodiča" (s Hanom Huljić)                                 | 2016.  | 3.               | Singl                  |
| "Ne znan za se"                                                   | 2016.  | 3.               | Singl                  |
| "Ako te pitaju"                                                   | 2017.  | 1.               | Singl                  |
| "Fritula"                                                         | 2018.  | 1.               | Singl                  |
| "Unaprijed gotovo" (s Severinom)                                  | 2018.  | 4.               | Halo                   |
| "Voli me"                                                         | 2018.  | 1.               | Singl                  |
| "Neće nas zauvik bit"                                             | 2020.  | 1.               | Singl                  |
| "Inamorana" (s Tonči Huljić & Madre Badessa)                      | 2021   | 2.               | Singl                  |
| "Jel' ti reka 'ko"                                                | 2021   | 1.               | Singl                  |
| "Nemoj" (s Ninom Badrić)                                          | 2023.  | 1.               | Singl                  |
| "Šta bi ja bez tebe"                                              | 2024.  | 1.               | Singl                  |

## Vanjske poveznice
- Web - Petar Grašo - službena mrežna stranica
- Discogs.com - Petar Grašo - diskografija
- Facebook - Petar Grašo - facebook fan page
- Croatia Records - Petar Grašo - Croatia Records